# Domenico Rosati
Domenico Rosati – noto come Tom Rosati – (San Benedetto del Tronto, 31 marzo 1929 – Chieti, 26 agosto 1985) è stato un allenatore di calcio e calciatore italiano, attivo dagli anni sessanta agli anni ottanta in Serie B e Serie C, con un breve trascorso in Serie A alla guida del Cesena.
È deceduto a causa di una neoplasia nell'agosto del 1985 all'età di 56 anni.
Molti suoi parenti hanno seguito le sue orme nel mondo del calcio: il fratello Franco ha militato da calciatore in Serie A col Messina ed è stato allenato da Tom a Salerno e Pescara, l'altro fratello Armando è stato allenatore della Fermana in Serie D negli anni sessanta e anni settanta ed è stato anche l'allenatore dell'Avezzano in C2 e del Lanciano. Mentre il nipote, Giovanni Rosati (figlio di Armando), è stato direttore sportivo della Fermana dal 1994 al 1998, poi DS di Genoa e SPAL.

## Carriera

Tom Rosati

Era un centromediano, cresciuto nell'Inter, che nel 1951 lo cedette in prestito al Casale. In seguito giocò anche nella Sangiorgese e nel Fabriano; l'apice della sua carriera da calciatore, fu nella sua città natia, dove all'età di 27 anni, vi conquistò con la Sambenedettese una storica promozione in Serie B nella stagione 1955-56.
Intrapresa la carriera di allenatore a poco più di 30 anni, dopo alcuni anni di gavetta fra Serie D e Serie C (nel 1965 sfiora la promozione col Cosenza), ottiene il suo primo successo nella stagione 1965-66 con la Salernitana, aggiudicandosi il campionato di C. Resta alla guida dei campani anche nella stagione successiva ma la squadra chiude l'annata all'ultimo posto, dopo che Rosati era stato esonerato a dieci gare dalla fine, sostituito da Oscar Montez, senza cogliere neanche un punto, stabilendo il record negativo in tutta la storia della serie B, zero punti in dieci gare.
Torna quindi ad allenare alcune stagioni in Serie C (nuovamente alla Salernitana, sfiorerà la promozione in B per un solo punto nel 1970-71) per poi tornare fra i cadetti alla guida del Livorno nella stagione 1971-72 ma anche in questo caso la stagione è negativa: Rosati viene esonerato ed i toscani non riescono ad evitare la retrocessione.
Rosati accetta quindi di scendere fino in Serie D alla guida del Pescara. Resta in Abruzzo per quattro stagioni, ottenendo due promozioni consecutive dalla Serie D alla Serie B e due salvezze fra i cadetti.
Inizialmente inattivo all'inizio della stagione 1976-1977, a novembre viene ingaggiato dal Cesena, che milita in Serie A e nel quale militano vecchie glorie quali Pierluigi Cera e Mario Frustalupi, per sostituire l'esonerato Marcello Neri. Tuttavia, dopo solo 4 incontri di campionato e altrettante sconfitte con Sampdoria, Juventus, Napoli e Verona il presidente romagnolo Dino Manuzzi lo solleva dall'incarico richiamando Neri, che non eviterà tuttavia l'ultimo posto finale.
Rosati riparte quindi dalla Serie B col Taranto che guida ad una delle migliori annate della storia della compagine pugliese, facendo sperare in una storica promozione in A. il sogno tuttavia si spezza drammaticamente con la morte in un incidente stradale del cannoniere della squadra Erasmo Iacovone.
Dopo un anno nella neonata C1 con la Salernitana (squadra che ha allenato in tre differenti periodi) che termina con un nuovo esonero, torna in B l'annata successiva sostituendo a stagione in corso Cesare Maldini alla guida del Parma, senza poter evitare una retrocessione ormai scontata. Resta coi ducali anche nella stagione successiva ma la squadra viene coinvolta a sorpresa nella lotta per la retrocessione e viene esonerato.
Dopo un'annata negativa a Chieti (ultimo posto in Serie C2), torna a Pescara nell'estate 1982, ripetendo gli antichi successi (una promozione in B e una salvezza fra i cadetti in due anni). Nell'estate 1984 passa infine al Palermo in Serie C1. Nel corso della stagione si manifestano i sintomi di un male incurabile ma Rosati resta alla guida dei rosanero che porta alla promozione fra i cadetti, per poi spegnersi nel corso dell'estate.

## Palmarès

### Giocatore

#### Competizioni nazionali
- Serie C: 1

Sambenedettese: 1955-1956

#### Competizioni regionali
- Promozione: 1

Sangiorgese: 1952-1953

### Allenatore

#### Competizioni nazionali
- Serie C: 3

Salernitana: 1965-1966
Casertana: 1969-1970
Pescara: 1973-1974
- Serie D: 1

Pescara: 1972-1973
- Serie C1: 1

Palermo: 1984-1985